# Liebe ist ... (2)
Liebe ist ... (2) – dwudziesty drugi album niemieckiego zespołu muzycznego Die Flippers. Płyta została wydana w roku 1991.

## Lista utworów
1. Good-Bye Eloisa – 3:16
2. Angie – 3:31
3. Sie war ein Kind der Sonne – 2:59
4. Septemberwind – 4:01
5. Melodie D´Amour – 3:04
6. Stern von San Fernando – 3:08
7. Tränen die der Wind verweht – 2:50
8. Bella Bianca – 2:47
9. Sommerträume – 3:15
10. Weisse Taube, Paloma – 3:14
11. Moonlight Lady – 3:34
12. Der Himmel hat Dich für mich erdacht – 2:55
13. Fernandos Traum – 3:04
14. Wenn Dein Herz friert – 3:32
15. Schuld war die Sommernacht auf Hawaii – 3:07
16. San Marino bei Nacht – 2:58